# Las Zomas
Las Zomas es una localidad española del municipio de Fuentes, perteneciente a la provincia de Cuenca, en la comunidad autónoma de Castilla-La Mancha.

## Historia
Hacia mediados del siglo XIX, el lugar, por entonces con ayuntamiento propio, tenía contabilizada una población de 87 habitantes. La localidad aparece descrita en el decimosexto volumen del Diccionario geográfico-estadístico-histórico de España y sus posesiones de Ultramar de Pascual Madoz de la siguiente manera:

ZOMAS (las): l. con ayunt. en la prov., dióc. y part. jud. de Cuenca (2 leg.), aud. terr. de Albacete (16 1/2), y c. g. de Castilla la Nueva (Madrid 26). sit. en una altura en medio de la cañada que baja de la villa de Fuentes: su clima es frio, bien ventilado y sano. Consta de 21 casas de pobre construccion; para surtido de los vecinos hay una fuente al N. de escelente agua: la igl. parr. (Ntra. Sra. del Carmen), es aneja de la de Fuentes y está servida por un teniente. El térm. confina con los de Mohorte, Fuentes y Atalaya de Cuenca: su terreno disfruta de monte y llano, este consiste en una cañada que hay de S. á N., y el monte se halla al E. y se le denomina por los diferentes sitios que en sus cordilleras hay, tales como el titulado puerto de las Zomas, cerro de la Gila, hoz de Domingo Martinez hasta el cerro del Socorro de Cuenca: la siembra se hace por hoyas una en cada año: el terreno es medianamente productivo; le cruza el r. Moscas y se dirige por Cuenca á unirse al Jucar: los caminos son locales y en mal estado, á escepcion de la carretera que dirige desde Cuenca á Valencia: la correspondencia se recibe de la cap. de prov. prod.: trigo, cebada, centeno, avena y legumbres; se cria ganado lanar, y caza de liebres, perdices y conejos. ind.: la agrícola y conduccion de leña á Cuenca. comercio: la venta del sobrante de sus productos y la importacion de algunos artículos de consumo diario. pobl.: 22 vec., 87 alm. cap. prod.: 563,140 rs. imp.: 13,157. El presupuesto municipal asciende á 580 rs. y se cubre con el producto de las fincas de propios.
(Madoz, 1850, p. 669)

En la actualidad pertenece al municipio de Fuentes. En 2022, tenía empadronados 9 habitantes.